# Premio Autori da scoprire
Il premio Autori da scoprire è stato un premio letterario e cinematografico indetto ogni due anni dalla Provincia autonoma di Bolzano.

## Storia
La prima edizione è stata assegnata nel 2000, ed era dedicata alle opere letterarie inedite (due le categorie: romanzi e saggistica), così come le due successive (2002 e 2005). Potevano partecipare opere inedite che avessero elementi attinenti all'Alto Adige. I vincitori si aggiudicavano un premio in denaro e la pubblicazione del libro con una casa editrice nazionale (Sperling & Kupfer, Fernandel), o - rispettivamente - la produzione del video.
Nell'edizione 2005, al premio letterario si è infatti aggiunto un premio cinematografico, anch'esso in due sezioni: fiction e documentario.
Nel 2007 il premio non è stato bandito, per ritornare nel 2009, ma con modifiche sostanziali. Per la sezione video, le opere devono essere inedite, ed essere presentate dal produttore. Per la sezione libri, invece, non si tratta più un premio per opere inedite, ma per gli editori, che potevano presentare in concorso opere edite da loro.
Nel 2011 è stata aggiunta una terza categoria per la letteratura, dedicata agli autori altoatesini, ma non è stata più riproposta la sezione video.
Dopo l'edizione del 2011, il premio non è stato più bandito.
Il premio poteva non essere assegnato in una categoria se la giuria avesse ritenuto che nessuna opera fosse di valore. Questo evento si è verificato tre volte, due nella categoria saggistica della sezione libro, una in quella fiction della sezione video. La premiazione avveniva solitamente nel mese di ottobre nel Centro Trevi di Bolzano.

## Sezioni
La sezione Premio autori da scoprire/libri era divisa in due categorie, cui se ne aggiunse una terza in occasione di quella che sarebbe stata l'ultima edizione:
- narrativa
- saggistica
- autori locali (nel 2011)

La sezione Premio autori da scoprire/video, per le due edizioni in cui è esistita, era suddivisa in due categorie:
- fiction
- documentario

## La giuria

### Sezione libri
La giuria, dalla nascita del premio e per le prime tre edizioni, è stata presieduta dalla scrittrice Isabella Bossi Fedrigotti, sostituita dal 2009 dal critico letterario e docente di sociologia dell'editoria contemporanea Giuliano Vigini.
Era composta dal presidente, da due personalità della cultura di livello internazionale e da un rappresentante dell'amministrazione provinciale con funzioni di segretario: la giuria della sezione libro 2009 era composta, oltre che dal presidente Vigini, da Elena Maria Banfi (editor, coordinatrice redazionale degli Oscar Mondadori ed insegnante di editing), Franco De Battaglia (giornalista, già direttore dell'Alto Adige e fondatore del Corriere delle Alpi) e Michela Sicilia in rappresentanza della Provincia.
In precedenza avevano fatto parte della giuria gli scrittori Folco Quilici, Carmine Abate e Diego De Silva, i giornalisti Antonella Fiori, e Duccio Canestrini, il giornalista e traduttore Domenico Scarpa, lo scienziato Valentino von Braitenberg.

### Sezione video
Anche la giuria della sezione video era composta del presidente, altri due esperti ed una rappresentante dell'amministrazione provinciale con funzioni di segretario. Per il 2009, ultima edizione: Marco Bertozzi (architetto e regista, presidente della giuria), Vittorio Curzel (giornalista e regista e produttore di documentari), Paolo Mazzuccato (regista televisivo) e Romy Vallazza in rappresentanza della Provincia.

## Vincitori

### Sezione Libri

#### Narrativa
- 2000 - Paolo Carnevale - Indagini e raffreddori di Manni Franzensfeste (ISBN 8820032600)
- 2002 - Paolo Cagnan - La mummia (pubblicato poi come Similaun e Juanita. Il mistero delle mummie rubate; ISBN 8820036002)
- 2005 - Sandro Ottoni - Semirurali '66 (pubblicato poi come Un anno alle semirurali; ISBN 8887433763)
- 2009 - Luciana Chittero Villani - Tu non fuggi mai dalla mia testa, Editrice Athesia (ISBN 9788882666866)
- 2011 - Andrea Rossi - Lasa. Chicchi di caffè tostato sparsi sulla tovaglia bianca, Edizioni Alphabeta

#### Saggistica
- 2000 - Paolo Cagnan - Trovate il pilota Wisner (ISBN 8820032619)
- 2002 - non assegnato
- 2005 - non assegnato
- 2009 - Luisa Righi e Stefan Wallisch -  Confini. Itinerari di storia e cultura in Alto Adige, Folio Editore (poi ripubblicato come Lungo i confini dell'Alto Adige, ISBN 9788862990233)
- 2011 - Fiorenzo Degasperi - Le vie del sale in Alto Adige, Curcu & Genovese

#### Autori locali
- 2011 - Agata Rapisardi - Diario di guerra. Una bambina racconta, Edizioni Forme Libere

### Sezione video

#### Fiction
- 2005 - Emanuela Pesando - Bolzano, Jamme Ja!
- 2009 - non assegnato

#### Documentario
- 2005 - Giovanni Calamari - La strega Martha
- 2009 - Ex aequo:
  - Elia Romanelli, Lën. Viaggio di due artisti e una santa
  - Vincenzo Mancuso, Il rifugio